# 音羽荘
音羽荘（おとわのしょう）は、近江国高島郡音羽（現在の滋賀県高島市音羽）付近にあった荘園。
長保3年（1001年）に平惟仲が白河喜多院（寂楽寺）に寄進したのが始まりとされ、以降禅林寺・石山寺領を経ているが、文永5年（1268年）に覚仁法親王の遺領であった音羽荘が円満院門跡円助法親王に譲られたことで、円満院領になったことが確認できる。
南北朝時代に一時石山寺領に戻ったとみられているが、観応3年/正平7年（1352年）4月には足利義詮から山門（延暦寺）の一揆に地頭職が恩賞として与えられており、以降は延暦寺領となった。実際の運営は延暦寺の有力者が行っていた模様で、15世紀に入ると永享の山門騒乱後の延暦寺根本中堂再建事業に伴って室町幕府から宛行を受けていた有力坊院の護正院が同じ坊院である円明坊から押領を受ける事態に発展している。両者の争いは訴訟に入った幕府の権力構図の変動にも影響されて、護正院を勝訴とする判決と円明坊を勝訴とする判決が次々と出されていった。最終的には大永2年（1522年）に双方が半分ずつに分割するように命じられ、遅くても同8年（1528年）には護正院と円明坊の間で分割が実施されている。
江戸時代にはこの地に大溝藩が成立して同領に組み込まれることになった。